# Irony Is a Dead Scene
Irony Is a Dead Scene är en EP av The Dillinger Escape Plan och Mike Patton, som släpptes 27 augusti 2002 på skivbolaget Epitaph.
Materialet till EP:n spelades in efter att bandets forne sångare, Dimitri Minakakis, lämnade bandet, men innan de hade hittat en ersättare. Patton hann dock inte spela in allt material samtidigt som bandet, varför skivan släpptes först cirka ett år efter att de hittat en ny ordinarie sångare, Greg Puciato.
Den fjärde och sista låten på EP:n är en cover på Aphex Twins Come to Daddy (Pappy mix). Det påstås att den spelades in medan musikerna lyssnade på originalet; mixningar existerar med de olika versionerna i vardera öra, och timingen sägs vara för exakt för att det ska kunna vara ett sammanträffande.

## Låtförteckning
1. "Hollywood Squares" (Dillinger Escape Plan/Mike Patton) - 4:06
2. "Pig Latin" (Dillinger Escape Plan/Mike Patton) - 3:31
3. "When Good Dogs Do Bad Things" (Dillinger Escape Plan/Mike Patton) - 5:59
4. "Come to Daddy" (Richard D. James) - 4:21

## Medverkande
- Chris Badami - Ljudtekniker
- Brian Benoit - Gitarr
- Adam Doll - Keyboard, Samplingar
- Alan Douches - Mastering
- Steve Evetts - Mixning
- Mike Patton - Percussion, sång
- Chris Pennie - Percussion, Trummor, keyboard, producent